# Mont-Roig, l'església i el poble
Mont-Roig, l'ésglésia i el poble és un quadre realitzat per Joan Miró el 1919 que actualment forma part de la col·lecció permanent de la Fundació Joan Miró de Barcelona, mitjançant un dipòsit de col·lecció particular.
L'obra s'emmarca dins el període «detallista» de Joan Miró. L'artista apunta als primitius i als japonesos com a exponents del seu interès pels trets mínims del paisatge. El format, vertical, no és l'emprat habitualment en aquest gènere. Com fan els pintors del trecento i els il·lustradors orientals, juxtaposant estrats Miró obté un efecte de profunditat.